# Nowopierunowo
Nowopierunowo (ros. Новоперуново) – wieś (sieło) w Rosji, w Kraju Ałtajskim, w rejonie talmieńskim. W 2010 liczyła 1895 mieszkańców.